# 안우진
안우진(安佑鎭, 1999년 8월 30일~)은 KBO 리그 키움 히어로즈의 투수이다.

## 아마추어 시절
휘문고등학교 2학년 때 전반기에는 재활로 경기에 많이 나서지 못했지만 봉황대기 MVP를 수상하며 강력한 1차 지명 후보로 떠올랐다. 이 때부터 서울권 1차 지명 1순위 지명권을 가지고 있던 넥센 히어로즈의 지명을 받을 것이 확실시되며 '넥우진'이라고 불렸다. 3학년 전반기 첫 경기에서부터 시속 150km/h의 강속구를 던지며 서울권 최대어의 변모를 보여줬다. 이후에는 156km/h의 구속을 기록하며, 2017년에 롯데 자이언츠에 1차 지명된 윤성빈의 153km/h를 경신했다. MLB와 KBO를 두고 고심하다가 KBO 리그에서 실력을 키우자고 판단해 국내에 남았다.

## 넥센 히어로즈&키움 히어로즈시절
2018년에 입단하였다. 2017년 10월 10일 팀 역대 신인 최고 계약금이자 KBO 역대 신인 계약금 공동 5위인 6억원에 입단 계약을 체결했다. 학교 폭력 사건으로 인해 50경기 출전 징계를 받았고 징계가 풀리자마자 등판했다. 2018년 9월 20일 삼성전에서 5이닝 5피안타, 무실점으로 데뷔 첫 승을 기록했다.
시즌 기록은 2승 4패, 1홀드, 7점대 평균자책점으로 부진했으나 준플레이오프에서 롱 릴리프 역할을 수행해 2승, 평균자책점 0을 기록했고, 플레이오프에서는 1승, 1홀드를 기록하며 큰 경기에서 강한 모습을 보였다. 2019년에는 5선발로서 150km/h 구속의 직구와 평균 140km/h 구속의 슬라이더로 타자들을 누르는 피칭을 했다. 시즌 중 봉와직염으로 인해 시즌 말에 복귀했다. 2020년에는 부상으로 재활군에서 시즌을 시작했다. 선발 투수에서 필승조로 보직을 변경했고 6월 말에 복귀했다. 2021년에는 선발 투수로 활동해 8승 8패, 3점대 평균자책점을 기록했다. 11월 1일 두산 베어스와의 와일드카드 1차전에서 선발 등판해 6.1이닝 4피안타, 2자책, 9탈삼진을 기록했다.

## 수상
- 2016년 제44회 봉황대기 전국고교야구대회 최우수 선수상

## 논란

### 학교 폭력 논란
2017년 8월에 안우진이 학교 폭력 예방 및 대책에 관한 법률 위반이 확인됨에 따라 징계를 받았다. 아울러 국대에서 영구 실격 처리되었다.

### 음주 운전 논란
2021년 7월 코로나19가 한창일 때 경기 후 호텔에서 외부인과 음주를 하는 등 방역 수칙 위반으로 징계를 받았다.

## 출신 학교
- 서울강남초등학교
- 이수중학교
- 휘문고등학교

## 통산 기록
| 연도 | 팀명  | 평균자책점 | 경기 | 완투 | 완봉 | 승 | 패 | 세 | 홀 | 승률  | 타자 | 이닝 | 피안타 | 피홈런 | 볼넷 | 사구 | 탈삼진 | 실점 | 자책점 |
| ---- | ----- | ---------- | ---- | ---- | ---- | -- | -- | -- | -- | ----- | ---- | ---- | ------ | ------ | ---- | ---- | ------ | ---- | ------ |
| 2018 | 넥센  | 7.19       | 20   | 0    | 0    | 2  | 4  | 0  | 1  | 0.333 | 198  | 41⅓  | 46     | 6      | 28   | 3    | 46     | 35   | 33     |
| 2019 | 키움  | 5.20       | 19   | 0    | 0    | 7  | 5  | 0  | 0  | 0.583 | 395  | 88⅓  | 97     | 8      | 36   | 3    | 80     | 56   | 51     |
| 2020 | 키움  | 3.00       | 42   | 0    | 0    | 2  | 3  | 2  | 13 | 0.400 | 143  | 36   | 20     | 3      | 17   | 0    | 41     | 12   | 12     |
| 2021 | 키움  | 3.26       | 21   | 0    | 0    | 8  | 8  | 0  | 0  | 0.500 | 450  | 107⅔ | 88     | 13     | 41   | 7    | 110    | 47   | 39     |
| 2022 | 키움  | 2.11       | 30   | 1    | 0    | 15 | 8  | 0  | 0  | 0.652 | 766  | 196  | 131    | 4      | 55   | 4    | 224    | 51   | 46     |
| 2023 | 키움  | 2.39       | 24   | 0    | 0    | 9  | 7  | 0  | 0  | 0.563 | 608  | 150⅔ | 121    | 5      | 38   | 1    | 164    | 44   | 40     |
| 통산 | 6시즌 | 3.21       | 156  | 1    | 0    | 42 | 35 | 2  | 14 | 0.545 | 2560 | 620  | 503    | 39     | 215  | 18   | 65     | 245  | 221    |

- 빨간 글씨는 한국 프로야구 역사상 최고 기록
- 굵은 글씨는 해당 시즌 최고 기록